# Mohammed A. Salameh
Mohammed A. Salameh (1 de septiembre de 1967) es un palestino condenado por ser el perpetrador del Atentado del World Trade Center de 1993. Actualmente es un recluso de la ADX Florence en Florence (Colorado).
Salameh llegó a los Estados Unidos con una visa de turista de seis meses en 1988, pero se quedó por más tiempo y se encontraba ilegalmente en el país en el momento del atentado contra el World Trade Center en 1993. Salameh solicitó la amnistía de inmigración bajo una ley de 1986 que creó el Programa Especial de Trabajadores Agrarios, aunque nunca fue elegible. Una vez que la solicitó, sin embargo, tenía un permiso de trabajo y amnistía hasta que el Servicio de Naturalización e Inmigración pudiera pronunciarse sobre sus solicitudes. El Servicio de Naturalización e Inmigración tomó cinco años para decidir que no era elegible para cualquiera de los programas que había solicitado. A pesar de la negación y a pesar de no tener autoridad para estar en los Estados Unidos, no fue deportado.
Un Chevrolet Nova de 1978 fue utilizado para transportar el ácido nítrico y la urea que fueron utilizadas para fabricar la bomba que estalló en los subterráneos del World Trade Center.
El 4 de marzo de 1993, el FBI arrestó a Salameh, después de que hubiera denunciado que su furgoneta de alquiler había sido robada. Se reunió con el agente encubierto del FBI, Bill Atkinson, haciéndose pasar por un analista de prevención de perdidas de Ryder. Más tarde, el FBI rastreó la camioneta Ford Econoline usada en el atentado contra el World Trade Center a través de la matrícula del vehículo.
A pesar de haber suspendido los tests de conducción cuatro veces, Salameh era el conductor del grupo. El 24 de enero de 1993 saltó un bordillo y arrancó el chasis de su coche, resultando heridos Ramzi Yousef y él. Abandonó el hospital un día después del accidente y acudió al garaje a limpiar su coche, mientras que Yousef permaneció en el hospital cuatro días más.
Mientras su Chevrolet Nova se encontraba reparándose, Salameh alquiló otro coche, aunque de nuevo sufrió un accidente el 16 de febrero de 1993, colisionando con otro coche.
La familia de Salameh voló a Cisjordania en 1967, debido a la Guerra árabe-israelí.

## Posible participación en el asesinato del rabino Meir Kahane
En un artículo del Jerusalem Post, El Sayyid Nosair, que había sido absuelto del asesinato de Meir Kahane, dijo que tenía dos cómplices que participaron también en el asesinato:

El señor Nosair añadió que la noche que mató a Kahane, estaba acompañado por dos co-conspiradores en el hotel Marriott de Manhattan donde Kahane se encontraba hablando-uno de ellos llevaba también un arma.

Los dos hombres, Bilal al-Kaisi de Jordania y Mohammed Salameh, un inmigrante palestino que se encontraba ilegalmente en los Estados Unidos, y que después participó en el atentado contra el World Trade Center de 1993, nunca han sido juzgados por su participación en el asesinato.